# Список объектов культурного наследия федерального значения Ростовской области
В списке объектов культурного наследия Федерального значения  указаны достопримечательности, объекты культурного наследия (памятники истории, архитектуры, монументального искусства) Федерального значения  Ростовской области РФ. Указанные объекты культурного наследия Федерального значения находятся на учёте в Министерстве культуры Ростовской области.

## Список по городу Азову
| Наименование памятника, дата сооружения, автор                                   | Документ об отнесении памятника к объектам федерального значения. | Местонахождение памятника                                                                                 | Примечания | Изображение |
| -------------------------------------------------------------------------------- | ----------------------------------------------------------------- | --- | ---------- | ----------- |
| Крепостные валы и пороховой погреб времен Азовских походов Петра I (1695 – 1696) | Пост. Совета Министров РСФСР от 30.08.1960 № 1327                 | г. Азов, в границах ул. Суворова, ул. Генуэзская, ул. Ленина, ул. Щорса, ул. Московская, ул. Дзержинского |            |             |
| Фрагменты стены Генуэзской крепости XVI в                                        | Пост. Совета Министров РСФСР от 30.08.1960 № 1327                 | г. Азов, ул. Советская                                                                                    |            |             |

## Список по Азовскому району
| Наименование памятника, дата сооружения, автор | Документ об отнесении памятника к объектам федерального значения. | Местонахождение памятника                                                 | Примечания                     | Изображение |
| ---------------------------------------------- | ----------------------------------------------------------------- | ------------------------------------------------------------------------- | ------------------------------ | ----------- |
| Елизаветовское городище, VI– II вв. до н. э.   | Пост. Совета Министров РСФСР от 30.08.1960 № 1327                 | Азовский район, севернее станицы Елизаветинской, у старого русла реки Дон | Статья Елизаветовское городище |             |
| Пятибратные курганы                            | Пост. Совета Министров РСФСР от 30.08.1960 № 1327                 | Около хутора Городище                                                     |                                |             |

## Список по Боковскому району
| Наименование памятника, дата сооружения, автор                                                                        | Документ об отнесении памятника к объектам федерального значения.                                                                                                | Местонахождение памятника                                                                              | Примечания | Изображение |
| --- | --- | --- | ---------- | ----------- |
| Усадьба, в которой жил и работал в 1919 - 1926 годах М. А. Шолохов, включая дом писателя, колодец, ограда, печь и др. | Постановление Совета Министров РСФСР от 11.07.1984 № 306 (изменение наименования в соответствии с Распоряжением Правительства РФ от 30 декабря 2014 г. № 2794-р) | Ростовская область, Боковский район, станица Каргинская, ул. Советская, д. 71, литеры А, Б, В, Г, Д, К |            |             |
| Училище приходское, в котором в 1912 - 1914 годах учился М. А. Шолохов                                                | Постановление Совета Министров РСФСР от 11.07.1984 № 306 (изменение наименования в соответствии с Распоряжением Правительства РФ от 30 декабря 2014 г. № 2794-р) | Ростовская область, Боковский район, станица Каргинская, ул. Советская, д. 48                          |            |             |

## Список по Мясниковскому району
| Наименование памятника, дата сооружения, автор                                           | Документ об отнесении памятника к объектам федерального значения. | Местонахождение памятника                                                                      | Примечания | Изображение |
| ---------------------------------------------------------------------------------------- | ----------------------------------------------------------------- | ---------------------------------------------------------------------------------------------- | --- | ----------- |
| Археологический музей-заповедник «Танаис»                                                | Указ Президента РФ от 20.02.1995 № 176                            | Ростовская область, Мясниковский район, хутор Недвиговка, на правом берегу реки Мертвого Донца | Статья Танаис (музей-заповедник). В 2009 году археологический музей-заповедник Танаис стал кандидатом в список объектов всемирного наследия ЮНЕСКО |             |
| Городище «Танаис»                                                                        | Указ Президента РФ от 20.02.1995 № 176                            | Ростовская область, Мясниковский район, хутор Недвиговка, на правом берегу реки Мертвого Донца | |             |
| Усадьба, где жил художник Мартирос Сарьян, конец XIX – XX вв. (филиал музея-заповедника) | Указ Президента РФ от 20.02.1995 № 176                            | Ростовская область, Мясниковский район, хутор Чкалов, ул. Нижняя, 3                            | |             |

## Список по городу Новошахтинску
| Наименование памятника, дата сооружения, автор                                                   | Документ об отнесении памятника к объектам федерального значения. | Местонахождение памятника             | Примечания                                | Изображение |
| ------------------------------------------------------------------------------------------------ | ----------------------------------------------------------------- | ------------------------------------- | ----------------------------------------- | ----------- |
| Три здания и блиндаж, в которых находились командование и штаб Юго-Западного фронта в 1943 году. | Постановление Совета Министров РСФСР от 30.08.1960 № 1327         | г. Новошахтинск, ул. Фрунзе, 19,17,15 | Статья Блиндаж штаба Юго-Западного фронта |             |

## Список по Волгодонскому району
| Наименование памятника, дата сооружения, автор          | Документ об отнесении памятника к объектам федерального значения. | Местонахождение памятника                           | Примечания                                                | Изображение |
| ------------------------------------------------------- | ----------------------------------------------------------------- | --------------------------------------------------- | --------------------------------------------------------- | ----------- |
| Скульптурная группа «Казаки», скульптор Г. И. Мотовилов | Постановление Совета Министров РСФСР от 30.08.1960 № 1327         | Волгодонской район, 15-й шлюз канала им. В.И.Ленина | Статья Скульптурная группа «Казаки» (Волго-Донский канал) |             |

## Список по Усть-Донецкому району
| Наименование памятника, дата сооружения, автор         | Документ об отнесении памятника к объектам федерального значения. | Местонахождение памятника                                                  | Примечания                                         | Изображение |
| ------------------------------------------------------ | ----------------------------------------------------------------- | -------------------------------------------------------------------------- | -------------------------------------------------- | ----------- |
| Этнографический музей-заповедник в станице Раздорской. | Указ Президента РФ от 20.02.1995 № 176                            | Усть-Донецкий район, станица Раздорская, хутор Пухляковский, хутор Каныгин | Статья Раздорский этнографический музей-заповедник |             |

## Список по городу Новочеркасску
| Наименование памятника, дата сооружения, автор                                                                                | Документ об отнесении памятника к объектам федерального значения. | Местонахождение памятника                          | Примечания | Изображение |
| --- | ----------------------------------------------------------------- | -------------------------------------------------- | --- | ----------- |
| Триумфальная арка, 1817 г. северная. Архитектор А. И. Руска. Построена в честь победы России в Отечественной войне 1812 года. | Пост. Совета Министров РСФСР от 30.08.1960 № 1327                 | г. Новочеркасск                                    | В городе находятся две триумфальные арки. Поводом для сооружения двух арок был визит в Новочеркасск императора Александра I, но так как никто не знал с какой именно стороны он приедет, соорудили две арки: одна с запада, другая с северо-востока. |             |
| Триумфальная арка, 1817 г. западная. Построена в честь победы России в Отечественной войне 1812 года.                         | Пост. Совета Министров РСФСР от 30.08.1960 № 1327                 | г. Новочеркасск                                    | |             |
| Могила живописца и театрального художника Крылова Ивана Ивановича (1861 — 1936 гг.)                                           | Пост. Совета Министров РСФСР от 30.08.1960 № 1327                 | г. Новочеркасск, городское кладбище, ул. Бабушкина | |             |
| Вознесенский войсковой собор — усыпальница героев Отечественной войны 1812 г.                                                 | Пост. Совмина РСФСР от 04.12.1974 № 624                           | г. Новочеркасск, пл. Ермака, 2, лит. А             | Статья Вознесенский собор (Новочеркасск) |             |
| Памятник Ермаку Тимофеевичу. Скульптор В. А. Беклемишев. 1904 год.                                                            | Пост. Совета Министров РСФСР от 30.08.1960 № 1327                 | г. Новочеркасск, пл. Ермака                        | Статья Памятник Ермаку (Новочеркасск) |             |
| Комплекс зданий Донского политехнического института                                                                           | Пост. Совмина РСФСР от 04.12.1974 № 624                           | г. Новочеркасск, ул. Просвещения, 132              | Статья Южно-Российский государственный политехнический университет |             |
| Жилой дом, 2-я пол. XIX в. | Указ Президента РФ от 20.02.1995 № 176                            | г. Новочеркасск, ул. Московская, 23                | |             |
| Здание мужской гимназии | Пост. Совмина РСФСР от 07.09.1976 № 495                           | г. Новочеркасск, пр. Ермака, 92/75                 | |             |
| Дом художника Грекова Митрофана Борисовича. Здесь он жил с 1924 по 1930 гг.                                                   | Пост. Совета Министров РСФСР от 30.08.1960 № 1327                 | г. Новочеркасск, ул. Грекова, 124                  | |             |

## Список по городу Таганрогу
| Наименование памятника, дата сооружения, автор                                                          | Документ об отнесении памятника к объектам федерального значения. | Местонахождение памятника                   | Примечания          | Изображение |
| --- | ----------------------------------------------------------------- | ------------------------------------------- | ------------------- | ----------- |
| Дом, в котором в 1860 г. родился и жил до 1867 г. Чехов Антон Павлович. Мемориальный музей А. П. Чехова | Пост. Совета Министров РСФСР от 30.08.1960 № 1327                 | г. Таганрог, ул. Чехова, 69                 | Статья Домик Чехова |             |
| Памятник А. П. Чехову                                                                                   | Пост. Совмина РСФСР от 04.12.1974 № 624                           | г. Таганрог, сквер им. А.П.Чехова           |                     |             |
| Памятник Петру I                                                                                        | Пост. Совета Министров РСФСР от 30.08.1960 № 1327                 | г. Таганрог, набережная, исторический сквер |                     |             |
| Дом Шаронова, XIX в.                                                                                    | Указ Президента РФ от 20.02.1995 № 176                            | г. Таганрог, ул. Фрунзе, 80,                | Статья Дом Шаронова |             |

## Список по Чертковскому району
| Наименование памятника, дата сооружения, автор           | Документ об отнесении памятника к объектам федерального значения. | Местонахождение памятника        | Примечания | Изображение |
| -------------------------------------------------------- | ----------------------------------------------------------------- | -------------------------------- | ---------- | ----------- |
| Могила Петрова (Катаева) Евгения Петровича (1903 — 1942) | Пост. Совета Министров РСФСР от 30.08.1960 № 1327                 | Чертковский район, село Маньково |            |             |

## Список по Шолоховскому району
| Наименование памятника, дата сооружения, автор                      | Документ об отнесении памятника к объектам федерального значения.                                                                                        | Местонахождение памятника                                                          | Примечания | Изображение |
| ------------------------------------------------------------------- | --- | ---------------------------------------------------------------------------------- | --- | ----------- |
| Государственный музей-заповедник М. А. Шолохова                     | Указ Президента РФ от 20.02.1995 № 176 | Шолоховский район, ст. Вешенская                                                   | Статья Государственный музей-заповедник М. А. Шолохова.                                                                                               |             |
| Усадьба, в которой жил и работал М. А. Шолохов в 1928 - 1935 годах: | Пост. Совета Министров РСФСР от 11.07.1984 № 306 (изменение наименования в соответствии с Распоряжением Правительства РФ от 30 декабря 2014 г. № 2794-р) | Шолоховский район, станица Вешенская, д. 103                                       | |             |
| Усадьба, где жил и работал М. А. Шолохов в 1949 - 1984 годах        | Пост. Совета Министров РСФСР от 11.07.1984 № 306 (изменение наименования в соответствии с Распоряжением Правительства РФ от 30 декабря 2014 г. № 2794-р) | Ростовская область, Шолоховский район, станица Вешенская, ул. Подтелкова, дом № 94 | |             |
| Усадьба, где родился в 1905 году и жил М. А. Шолохов до 1910 года   | Пост. Совета Министров РСФСР от 11.07.1984 № 306 (изменение наименования в соответствии с Распоряжением Правительства РФ от 30 декабря 2014 г. № 2794-р) | Ростовская область, Шолоховский район, хутор Кружилинский, ул. Шолохова, дом № 36, | Статья Государственный музей-заповедник М. А. Шолохова. В коллекции усадьбы собраны мемориальные предметы, принадлежавшие М. А. Шолохову и его семье. |             |

## Список по городу Ростову-на-Дону
| Наименование памятника, дата сооружения, автор | Документ об отнесении памятника к объектам федерального значения. | Местонахождение памятника                                                                | Примечания                                                                                              | Изображение |
| --- | ----------------------------------------------------------------- | ---------------------------------------------------------------------------------------- | --- | ----------- |
| Комплекс экспортных зерновых складов (5 корпусов) | Указ Президента № 176                                             | г. Ростов-на-Дону, ул. Береговая, 47, 49, 51, 51а, 51б (ныне 47 А, 49, 51 А, 51 Б, 51 Г) | Статья Парамоновские склады                                                                             |             |
| Бюст С. М. Будённого, 1966 г., скульптор Вучетич Е. В., архитекторы Ловейко И. И., Дальковский В. Г.                                                     | Пост. СМ РСФСР № 624                                              | Ул. Буденного и ул. Пушкинская, между домами № 44-55                                     | Статья Бюст С. М. Будённого                                                                             |             |
| «Нижне-Гниловское» городище и некрополь. X-VIII вв. до н. э.; I-III вв. н.э., VIII-XIV вв. н. э.                                                         | Пост. СМ РСФСР № 1327                                             | Правый берег реки Мёртвый Донец, пер. Красноярский, пер. Миусский, ул. Каширская         | Статья Нижне-Гниловское городище                                                                        |             |
| Памятник Ленину В. И., 1963 г., скульптор Бродский И. Д., архитекторы Миловидов Н. И., Ожегов С. С.                                                      | Пост. СМ РСФСР № 624                                              | г. Ростов-на-Дону, площадь Ленина                                                        | Статья Памятники Ленину в Ростове-на-Дону                                                               |             |
| Мемориальный комплекс «Сурб-Хач», связанный с жизнью деятелей армянской культуры М.Налбандяна, Р.Патканяна, А.Аламдаряна                                 | Пост. СМ РСФСР № 624                                              | пос. Мясникован (ныне Ростов-на-Дону, ул. Баграмяна, д. 1)                               | Статья Церковь Сурб Хач (Ростов-на-Дону)                                                                |             |
| Церковь 2-й половины XVIII в. | Пост. СМ РСФСР № 1327                                             | Ростовская область, г. Ростов-на-Дону, ул. Баграмяна, 1, литер А                         | Статья Церковь Сурб Хач (Ростов-на-Дону)                                                                |             |
| Родник с каптажной надстройкой | Пост. СМ РСФСР № 1327                                             | Ростовская область, г. Ростов-на-Дону, ул. Баграмяна, 1, литер Б                         | Статья Родник церкви Сурб Хач                                                                           |             |
| Северные ворота | Пост. СМ РСФСР № 1327                                             | Ростовская область, г. Ростов-на-Дону, ул. Баграмяна, 1, литер № 5                       | Статья Северные ворота церкви Сурб Хач                                                                  |             |
| Южные ворота | Пост. СМ РСФСР № 1327                                             | Ростовская область, г. Ростов-на-Дону, ул. Баграмяна, 1, литер № 6                       | Статья Южные ворота церкви Сурб Хач                                                                     |             |
| Могила Арутюна Аламдаряна | Пост. СМ РСФСР № 1327                                             | Ростовская область, г. Ростов-на-Дону, ул. Баграмяна, 1, литер № 7                       | Статья Могила Арутюна Аламдаряна                                                                        |             |
| Могила Микаэла Налбандяна | Пост. СМ РСФСР № 1327                                             | Ростовская область, г. Ростов-на-Дону, ул. Баграмяна, 1, литер № 8                       | Статья Могила Микаэла Налбандяна                                                                        |             |
| Могила Рафаэла Патканяна | Пост. СМ РСФСР № 1327                                             | Ростовская область, г. Ростов-на-Дону, ул. Баграмяна, 1, литер № 9                       | Статья Могила Рафаэла Патканяна                                                                         |             |
| Особняк Парамонова, XIX в. | Указ Президента РФ № 176                                          | г. Ростов-на-Дону, ул. Пушкинская, 148                                                   | Статья Особняк Парамонова                                                                               |             |
| Здание городской Думы, XIX в. | Указ Президента РФ № 176                                          | г. Ростов-на-Дону, ул. Энгельса, 49 (ныне Б. Садовая, 49)                                | Статья Здание городской думы (Ростов-на-Дону)                                                           |             |
| Здание правления Волжско-Камского банка. 1910 г., арх. Бекетов Н. Г.                                                                                     | Указ Президента РФ № 176                                          | г. Ростов-на-Дону, ул. Энгельса, 55 (ныне Б. Садовая, 55)                                | Статья Здание Волжско-Камского банка (Ростов-на-Дону)                                                   |             |
| Дом купца Генч-Оглуева, XIX в . | Указ Президента РФ № 176                                          | г. Ростов-на-Дону, ул. Б. Садовая, 68                                                    | Статья Дом купца Генч-Оглуева                                                                           |             |
| Дом, в котором в 1881 г. и 1887 г. жил русский учёный, нобелевский лауреат, физиолог, создатель науки о высшей нервной деятельности Павлов Иван Петрович | Пост. СМ РСФСР № 1327                                             | г. Ростов-на-Дону, ул. Энгельса, 107 Б (ныне Б. Садовая, 97)                             | Статья Дом, в котором в 1881 и 1887 годах жил И. П. Павлов                                              |             |
| Дом купца Кистова, XIX в. Архитектор Н. Г. Васильев | Указ Президента РФ № 176                                          | г. Ростов-на-Дону, ул. Б.Садовая, 105                                                    | Статья Главный корпус Южного федерального университета                                                  |             |
| Дом братьев Мартын, XIX в. Архитектор Н. М. Соколов | Указ Президента РФ № 176                                          | г. Ростов-на-Дону, ул. Большая Садовая, 125                                              | Статья Дом братьев Мартын. Здание передано на баланс Государственному музею-заповеднику М. А. Шолохова, |             |
| Здание Коммерческого клуба, конец XIX – начало XX вв. | Указ Президента РФ № 176                                          | г. Ростов-на-Дону, ул. Большая Садовая, 127 стр. 1, 2                                    | Статья Комплекс построек Летнего Коммерческого клуба                                                    |             |
| Здание Нахичеванского городского театра, 1896-1899 гг. архитектор Дурбах Н.                                                                              | Указ Президента РФ № 176                                          | г. Ростов-на-Дону, пл. Свободы, 3                                                        | Статья Ростовский областной академический молодёжный театр                                              |             |
| Здание банка, конца XIX – начала XX вв. | Указ Президента РФ № 176                                          | г. Ростов-на-Дону, ул. Соколова, 28 (ныне ул. Соколова 22 А)                             | Статья Здание Государственного банка (Ростов-на-Дону)                                                   |             |
| Здание Ростовского Государственного драматического театра им. М. Горького                                                                                | Пост. СМ РСФСР № 624                                              | г. Ростов-на-Дону, Театральная площадь (ныне Театральная площадь, 1)                     | Статья Ростовский академический театр драмы имени М. Горького                                           |             |